# Observatório de Leiden

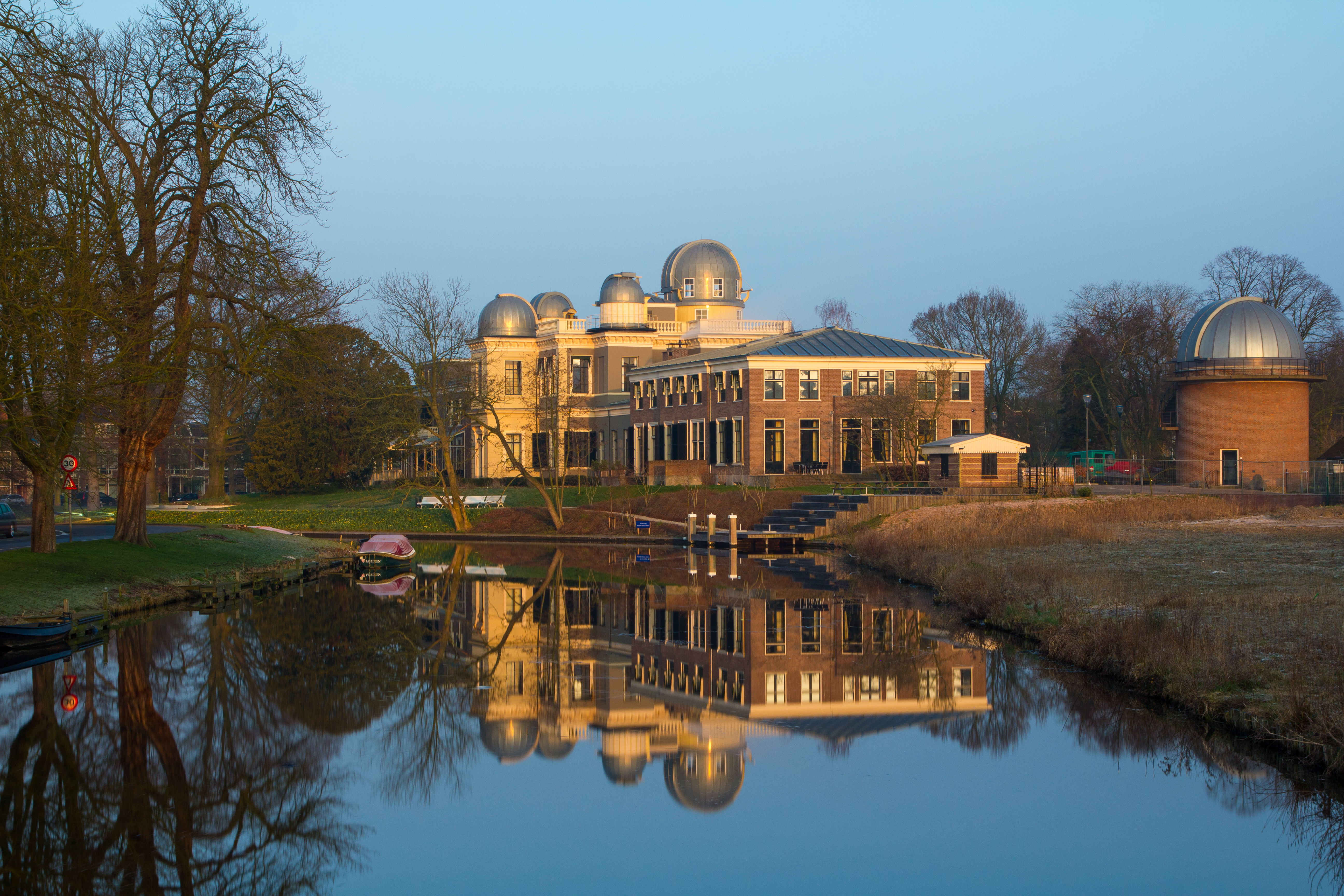
Observatório de Leiden (edifício de 1860-1972), 2015

O Observatório de Leiden (em holandês: Sterrewacht Leiden) é um instituto astronômico da Universidade de Leiden, na Holanda. Estabelecido em 1633 para abrigar o quadrante de Rudolph Snellius, é o observatório universitário mais antigo em funcionamento do mundo, sendo o único observatório mais antigo ainda existente o Observatório do Vaticano.
O observatório foi inicialmente localizado no prédio da universidade no centro de Leiden antes de um novo prédio e cúpula do observatório serem construídos no jardim botânico da universidade em 1860. Permaneceu lá até 1974, quando o departamento se mudou para o campus de ciências a noroeste da cidade. Astrônomos notáveis que trabalharam ou dirigiram o observatório incluem Willem de Sitter, Ejnar Hertzsprung e Jan Oort.

## Instrumentos
Exemplos:

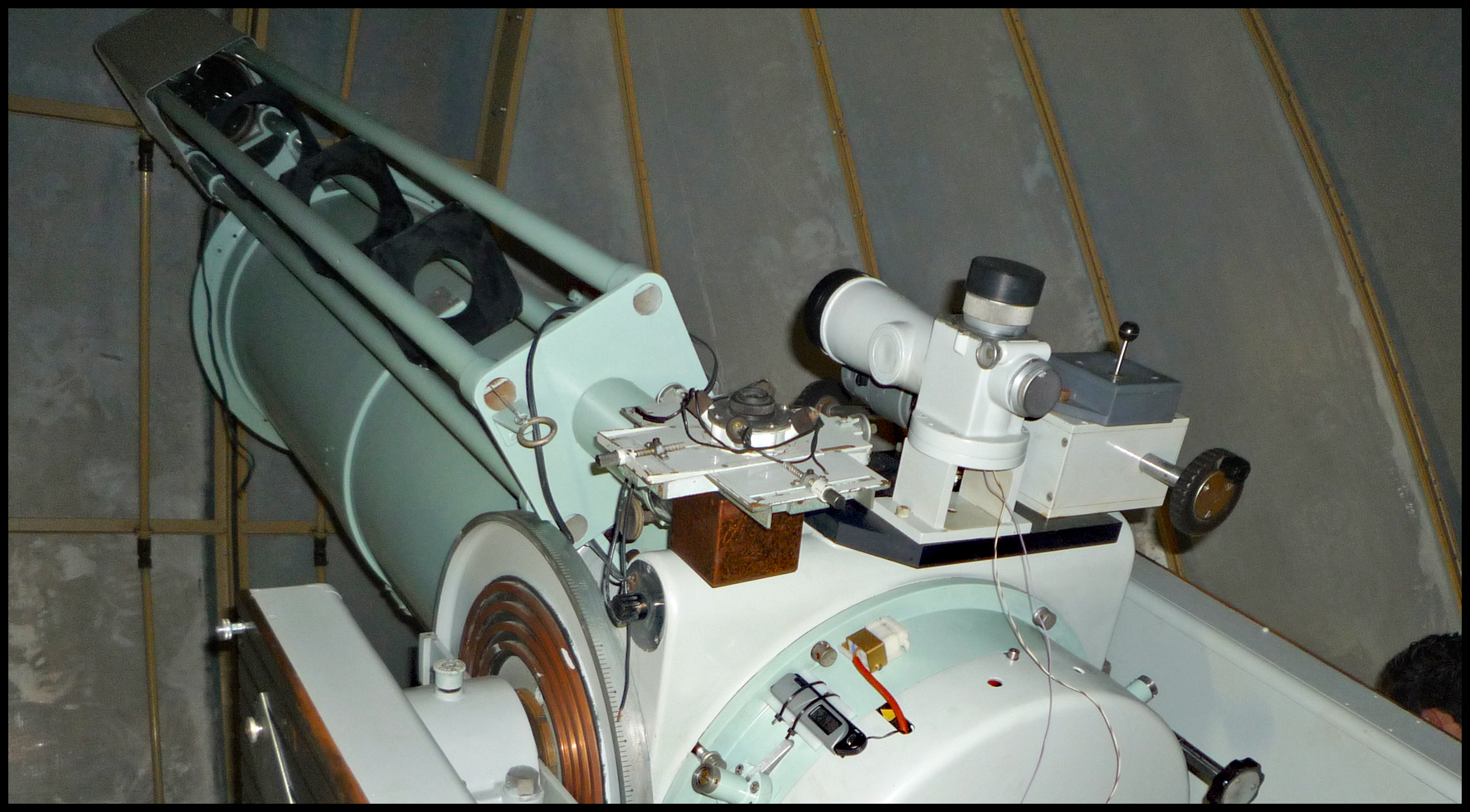
O refletor Zunderman

- Refrator Zes-Duims Merz (objetiva de 16,6 cm/6,5 polegadas com tubo de telescópio de madeira datado de 1830)
- Refrator Repsold de dez polegadas (lente objetiva Alvin e Clark de 26,6 cm / 10,5 polegadas na Repsold und Söhne, desde 1885)
- Refrator duplo fotográfico (desde 1897)
- Zunderman Reflector (espelho de 46 cm de diâmetro (~18,1 polegadas), desde 1947)
- Heliostato